# Ommatidi

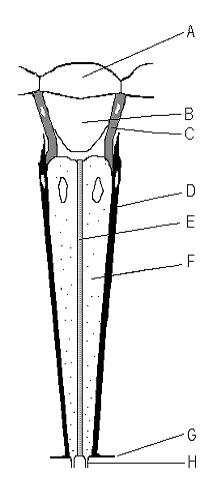
Ommatidi: A – còrnia, B – con cristal·lí, C i D – cèl·lules pigmentàries, E – rhabdom, F – cèl·lules fotoreceptores, G – membrana fenestrata, H – nervi òptic

Els ommatidis són cadascuna de les unitats que formen els ulls compostos dels insectes. Un ommatidi conté un grup de cèl·lules fotoreceptores envoltades per cèl·lules de suport i pigmentàries. La part més exterior de l'ommatidi està coberta per una còrnia transparent. Cada ommatidi és innervat per un axó que proporciona al cervell una unitat d'imatge. El cervell forma una imatge a partir d'aquestes unitats d'imatge independents. El nombre d'ommatidis en l'ull depèn del tipus d'insecte i varia des d'uns pocs en els primitius arqueògnats i zigentoms fins al voltant de 30.000 en els anisòpters (libèl·lules) més grans i alguns esfíngids (arnes).